# Interkabel Vlaanderen
Interkabel Vlaanderen bestaat uit de twee opdrachthoudende verenigingen (namelijk Infrax en Integan) die een derde van de Vlaamse kabelmarkt, zowat 790.000 huishoudens verzorgt.

## Ontstaan
Op 24 juni 1996 werd de coöperatieve vennootschap met beperkte aansprakelijkheid Interkabel Vlaanderen gesticht door volgende parastatale instellingen:
- Interelectra
  - in Limburg (alle gemeenten uitgezonderd Voeren)
  - in Antwerpen (Laakdal)

- Integan
  - in Antwerpen (Essen en regio Antwerpen)

- PBE
  - in Vlaams-Brabant (regio Hageland)

- WVEM
  - in West-Vlaanderen (regio's Diksmuide en Wevelgem)
  - in Vlaams-Brabant (regio Halle-Vilvoorde)
  - in Antwerpen (Beerse en Vosselaar)

Infrax logo

Interelectra en WVEM fuseerden met IVEG op 7 juli 2006 tot Infrax.

## Activiteiten
Naast het belangrijke telecom-luik blijft Interkabel ook actief in het realiseren van projecten op het gebied van kabeltelevisie. Zo zijn de ontvangstations van de kabelmaatschappijen onderling verbonden met een glasvezel. Deze ruggengraatring transporteert de signalen van een aantal tv- en radiostations.
Interkabel verzorgde ook INDI, een digitaletelevisieplatform dat concurreerde met Belgacom TV en opereerde in de meeste Vlaamse gemeenten die niet bediend werden door Telenet Digital TV. Telenet en Interkabel kwamen in oktober 2008 tot een definitief besluit tot overname van alle kabelactiviteiten van Interkabel door Telenet. Zo werden alle klanten van INDI overgedragen naar Telenet.
Interkabel coördineert daarnaast de investeringen van de verenigingen in Telenet.

## Overname
In november 2007 sloot Interkabel een principeakkoord met Telenet voor het overdragen van de distributie van analoge en digitale kabeltelevisie. De zuivere intercommunales zouden wel eigenaar blijven van het kabelnetwerk, maar Telenet zou naast de kabelinternetdienst die ze reeds verzorgt op de netwerken van Interkabel, de gehele exploitatie gaan uitvoeren. In januari 2008 had Belgacom een kort geding aangespannen tegen de verkoop, die volgens haar openbaar diende te gebeuren. Op 13 maart 2008 heeft de rechter besloten dat de overnamegesprekken dienen te worden bevroren in afwachting van een uitspraak op de inhoud van het conflict.
Op 10 juni 2008 heeft Belgacom een tegenbod op Interkabel uitgebracht. Belgacom bood de huidige eigenaars ongeveer 40 miljoen euro meer dan het bod van Telenet.
Op 28 juni 2008 werd bekend dat Telenet alsnog een definitief akkoord had gesloten met de aandeelhouders. Het overnamebod werd verhoogd tot 427 miljoen euro en hiermee 7 miljoen hoger dan dat van Belgacom. Telenet zal de komende 38 jaar instaan voor de alle exploitatie- en investeringskosten. Op 29 en 30 september 2008 heeft de Algemene Vergadering van Interkabel haar formele goedkeuring gegeven zodat de klanten overgaan naar Telenet. Vanaf 15 oktober 2008 werd Telenet Digitale Televisie ook beschikbaar voor Interkabelklanten.